# Михайловский проезд (Москва)
Миха́йловский прое́зд — улица в центре Москвы в Таганском и Нижегородском районах от Сибирского проезда.

## Происхождение названия
Назван в XIX веке по фамилии одного из домовладельцев.

## Описание
Михайловский проезд проходит в основном по промышленной зоне. Начинается от пересечения Сибирского проезда и Малой Калитниковской улицы, проходит на юг и заканчивается тупиком.

## Здания и сооружения
По нечётной стороне:
- № 3 — Холодильник № 11;
- № 3, строение 13 — Протвинский мясокомбинат;

По чётной стороне:
- № 4 — Городское такси.